# Bahnhof Zehlendorf Süd
Der Bahnhof Zehlendorf Süd ist ein ehemaliger Haltepunkt an der Berlin–Potsdamer Stammbahn. Der S-Bahnhof befand sich zwischen den Bahnhöfen Zehlendorf und Düppel an der Clauertstraße in der Ortslage Düppel im Ortsteil Zehlendorf.

## Geschichte
An der Ecke der Clauertstraße war 1953 die Justizvollzugsanstalt Düppel entstanden und die Strafgefangenen betrieben dort in den darauffolgenden Jahren Landwirtschaft. Ende 1970/Anfang 1971 begann die Deutsche Reichsbahn, wohl auch auf Bitten des Anstaltsleiters, mit dem Bau eines Haltepunkts an der seit 1948 im elektrischen Pendelbetrieb befahrenen Stammbahn. Zusätzlich wollte die Reichsbahn ein in der Entstehung begriffenes Neubaugebiet für die S-Bahn erschließen. Es kam Anfang 1971 zu Unstimmigkeiten mit der amerikanischen Kommandantur. Da die Deutsche Reichsbahn die in den Westsektoren gelegenen Bahnanlagen als Eigentum der Deutschen Demokratischen Republik betrachtete, hatte sie den Bau des Haltepunkts nach DDR-Recht vorbereitet. Die Westalliierten bestanden hingegen darauf, dass das Reichseisenbahnvermögen als beschlagnahmtes Reichsvermögen der alliierten Kontrolle unterstand und somit geltendes Recht fortbestand. In diesem Fall war eine Planfeststellung nach dem Reichsbahngesetz vom 4. Juli 1939 vorgesehen. Eine Senatsdienststelle übernahm daraufhin stellvertretend für die Reichsbahn die Ausarbeitung des Planfeststellungsverfahren, womit die Bauarbeiten im September 1972 fortgesetzt werden konnte. Am 20. Dezember 1972 wurde der Haltepunkt Zehlendorf Süd eröffnet. Auf der etwa 2,2 Kilometer langen Strecke gab es keine weitere Zwischenstation. Durch den lediglich etwa 70–80 Meter langen Seitenbahnsteig war sie nur für Halbzüge geeignet. Der Haltepunkt war der erste Bahnhofsneubau der Reichsbahn in West-Berlin seit 1946 und der einzige von ihr dort in Eigenregie errichtete S-Bahnhof.
Im September 1980 wurde in Zusammenhang mit dem Streik der Reichsbahner der Zugverkehr zwischen Zehlendorf und Düppel dauerhaft eingestellt. Die Stationen Zehlendorf Süd und Düppel wurden geschlossen und nicht wiedereröffnet.
Ein formelles Stilllegungsverfahren gab es nicht. Auch mehr als 40 Jahre nach Schließung der Station wird Berlin-Zehlendorf Süd im Betriebsstellenverzeichnis von DB Netz geführt.

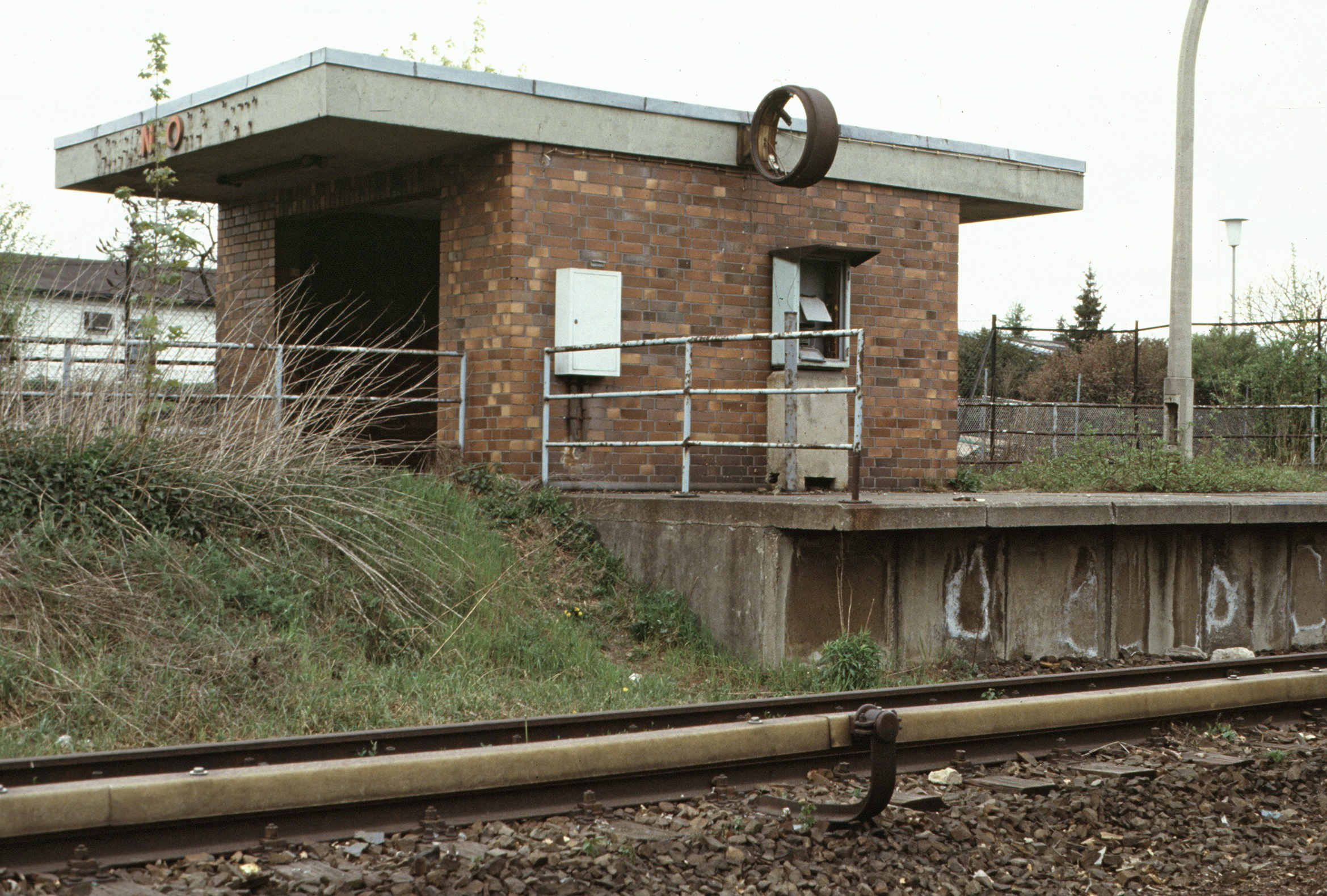
Verfallendes Stationsgebäude, 1988
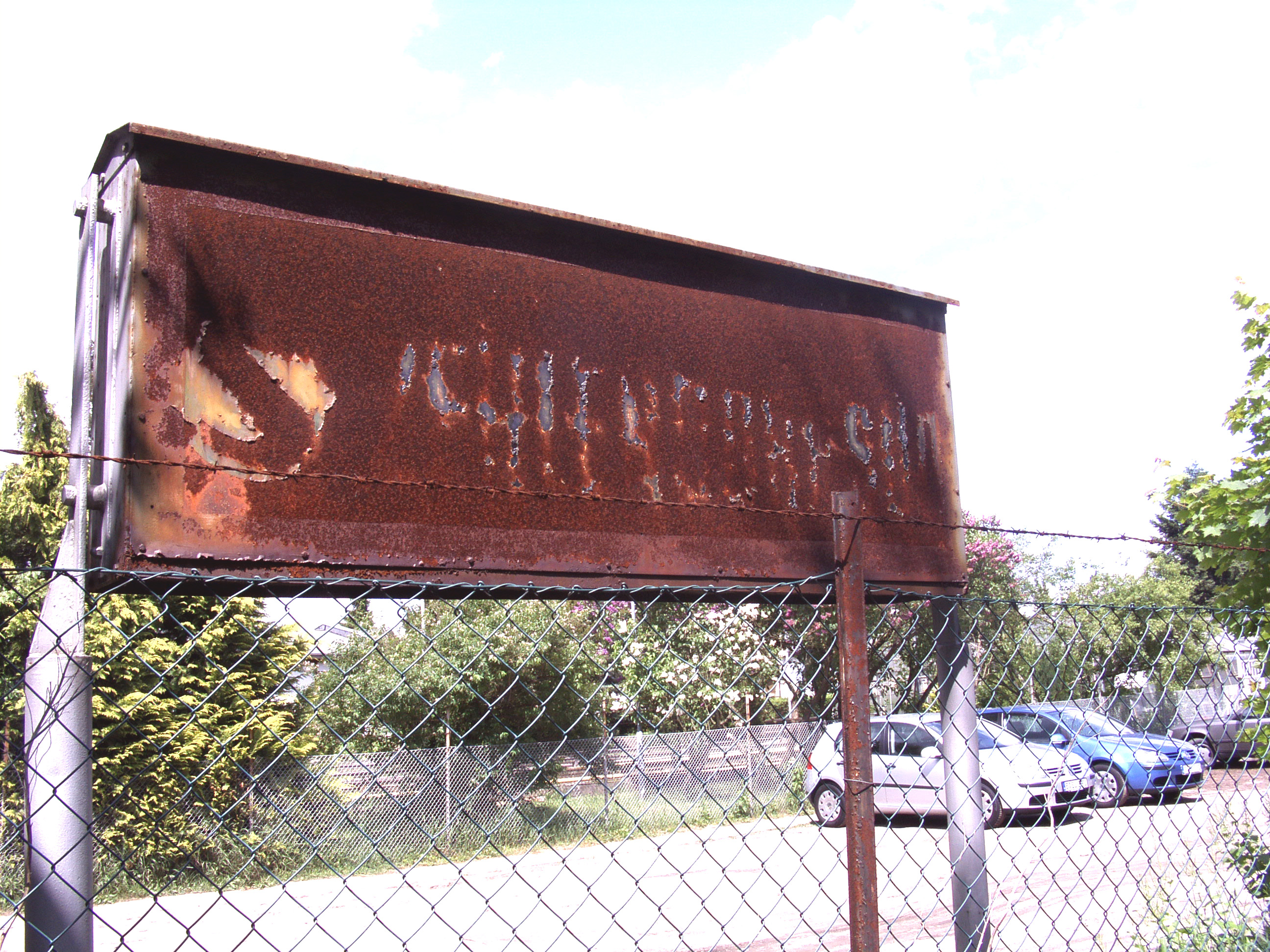
Ehemaliges Stationsschild, 2006